# Омен (приток Косьи)
Омен — река в России, протекает по Косинскому и Кочёвскому районам Пермского края. Устье реки находится в 4,2 км по правому берегу реки Косья. Длина реки составляет 28 км.
Река берёт начало в урочище Кондовник в 5 км к юго-западу от деревни Бачманово (Чазёвское сельское поселение, Косинский район). Верхнее течение проходит по Косинскому району, нижнее по Кочёвскому. Река течёт на юго-восток по ненаселённому лесному массиву. Впадает в Косу западнее посёлка Мараты незадолго до впадения самой Косьи в Косу.

## Данные водного реестра
По данным государственного водного реестра России относится к Камскому бассейновому округу, водохозяйственный участок реки — Кама от истока до водомерного поста у села Бондюг, речной подбассейн реки — бассейны притоков Камы до впадения Белой. Речной бассейн реки — Кама.
Код объекта в государственном водном реестре — 10010100112111100002744.